# 크로노스 (1957년 영화)
《크로노스》(Kronos)는 미국에서 제작된 커트 뉴먼 감독의 1957년 SF 영화이다. 제프 모로우 등이 주연으로 출연하였고 어빙 블록 등이 제작에 참여하였다.

## 출연

### 주연
- 제프 모로우
- 바바라 로렌스

### 조연
- 존 에머리
- 조지 오핸론
- 모리스 안크럼
- 케네스 엘턴
- 존 패리시
- 조시 곤잘레스 곤잘레스
- 리처드 해리슨
- 마조리 스태프
- 로버트 쉐인
- 돈 에이트너
- 고든 밀스
- 존 핼로랜
- 로버트 스티븐슨

## 기타
- 미술: 데오볼드 홀소플
- 세트: 체스터 L. 바이히
- 세트: 월터 M. 스콧